# Четырёхъярский
Четырёхъя́рский — посёлок в Мартыновском районе Ростовской области.
Входит в состав Большеорловского сельского поселения.

## Население
| 2010 |
| ---- |
| 135  |

## Улицы
На хуторе имеется одна улица: Степная.